# Ibrahim Traoré
Ibrahim Traoré (Kéra, 14 de março de 1988) é um oficial militar burquinense. Traoré é o líder interino de Burquina Fasso desde o golpe de Estado de 30 de setembro de 2022 que derrubou o presidente Paul-Henri Sandaogo Damiba.

## Biografia
Ibrahim Traoré nasceu em 14 de março de 1988, em Kéra, Bondokuy na Província de Mouhoun. Estudou geologia na Universidade de Uagadugu, onde fez parte da Associação de Estudantes Muçulmanos, e na marxista Association nationale des étudiants du Burkina (ANEB). Neste último, ele ascendeu a delegado e ficou conhecido por defender seus colegas em disputas.. Ele se formou na universidade com honras.

### Carreira militar
Ele se juntou ao exército de Burquina Fasso em 2010 e foi promovido a capitão em 2020. Sua associação com as forças especiais "Cobra", uma unidade antiterrorista fundada em 2019, é contestada. De acordo com várias fontes, como BBC, Al Jazeera e Die Tageszeitung, ele fez parte da unidade. No entanto, a revista de notícias Jeune Afrique afirmou que ele não estava associado com a unidade "Cobra" e, em vez disso, serviu em um regimento de artilharia. Traoré fazia parte do grupo de oficiais do exército que apoiou o golpe de Estado de Burquina Fasso em janeiro de 2022 e levou ao poder a junta militar Movimento Patriótico para a Salvaguarda e Restauração. Ele serviu como chefe de uma unidade militar em Kaya, uma cidade no norte de Burquina Fasso, como parte da unidade "Cobra" ou de uma unidade de artilharia. Ele foi um dos muitos oficiais mais jovens que lutaram contra os rebeldes na linha de frente durante a insurgência jihadista em Burquina Fasso.
Muitos apoiadores do golpe de janeiro ficaram insatisfeitos com o desempenho de Paul-Henri Sandaogo Damiba, o líder da junta, em relação à sua incapacidade de conter a insurgência jihadista. Traoré alegou mais tarde que ele e outros oficiais haviam tentado fazer com que Damiba "se reorientasse" para a rebelião, mas acabou optando por derrubá-lo pois "suas ambições estavam se desviando do que nos propusemos fazer". Além disso, houve atrasos no pagamento das tropa da "Cobra". Quando os golpistas lançaram o golpe em 30 de setembro, Traoré ocupava o posto de capitão e tinha 34 anos. A operação foi realizada com apoio da unidade "Cobra". Traoré declarou-se o novo chefe do Movimento Patriótico para a Salvaguarda e Restauração.

### Presidência
Como presidente, Traoré manteve um controle rígido sobre sua comunicação e cuidadosamente tentou se apresentar como um líder de guerra adequado, possivelmente para evitar a má imagem pública de seus antecessores. Sua presidência também viu um aumento da propaganda pró-governo na mídia tradicional e nas redes sociais de Burquina Fasso. Politicamente, a jornalista do Le Monde Sophie Douce descreveu Traoré como influenciado pelo marxismo e pelo pan-africanismo.
Em fevereiro de 2023, o governo de Traoré expulsou as forças francesas que auxiliavam no combate à insurgência local de Burquina Fasso. Ele posteriormente declarou que "Nós realmente queremos olhar para outros horizontes, porque queremos parcerias ganha-ganha", apoiando a diversificação das parcerias internacionais de Burquina Fasso. Pouco depois, o governo de Traoré expressou apoio a uma federação com o Mali e ambos convidaram a Guiné. Todos os três países estão sob liderança militar e, se se tornassem uma união, seriam o maior país governado por uma junta militar. Para substituir o apoio militar francês, Traoré estreitou laços com a Turquia e a Rússia.